# Jacinthe Lavoie
Pour les articles homonymes, voir Lavoie.
Jacinthe Lavoie est née en 1980. Elle est autrice, conteuse, et illustratrice. Sa démarche consiste à raconter des histoires aux enfants qui ont une portée réflective et philosophique.

## Biographie
Jacinthe Lavoie évolue dans le milieu du conte depuis 2006. Elle « est une artiste de la parole, de la création parlée. Sa passion consiste à écrire et à raconter aux enfants des récits à teneur réflexive, voire philosophique, par l'entremise de la série littéraire Les contes de Petite Souris, éditée chez Planète rebelle, dont elle fait aussi les illustrations. » Elle a publié quatre livres : Les contes de Petite Souris (2007), La naissance de Petite-Petite Souris (2009), Petite Souris et le grand voyage (2012) ainsi que Petite Souris et les histoires de la Terre (2014) qui ont fait par la suite l'objet d'un spectacle.
« S'adressant à un jeune public de 3 à 8 ans, Petite Souris n'a pas peur d'aborder des thèmes plus délicats ou philosophiques, comme le deuil, la naissance, la confiance en soi. Que ce soit par les livres, les spectacles ou même le petit écran, Jacinthe Lavoie sait trouver le bon ton comme les mots justes pour atteindre l'intelligence et la sensibilité des enfants. » 
Dans ses spectacles, elle est habituellement accompagnée du guitariste et chanteur Jean-Luc Lavigne et du contrebassiste Sébastien Pellerin.
En 2019, elle adapte l'univers de Petite Souris au petit écran à TVCBF, un poste de télévision communautaire créé en 1974, et qui a pour mandat de faire privilégier l'implication citoyenne dans la création du contenu.
En 2020, elle a été marraine de la 7e édition de Jeunesse Plume, un concours d'écriture s'adressant aux enfants de 6 à 17 ans, et comportant les volets poésie et récits,. Les textes gagnants ont été sélectionnés pour faire partie d'un recueil intitulé : En attendant le beau temps (2021) édité chez La petite barque.

## Œuvre

### Série desContes de Petite Souris
- Les Contes de Petite Souris, Montréal, Planète rebelle, 2007, 46 p.  (ISBN 9782922528725)
- La Naissance de Petite-Petite Souris, Montréal, Planète rebelle, 2009, 15 p.  (ISBN 9782922528954)
- Petite Souris et le grand voyage, Montréal, Planète rebelle, 2012, 31 p.  (ISBN 9782923735351)
- Petite Souris et les histoires de la Terre, Montréal, Planète rebelle, 2014, 44 p.  (ISBN 9782924174135)
- Le Souhait de Petite Souris, Montréal, Planète rebelle, 2019, 48 p.  (ISBN 9782924797198)

### Autres contes
- En attendant le beau temps, Warwick, La petite Barque, 2021, 41 p.  (ISBN 9782924811092)

## Prix et honneurs
- 2019 : lauréate du Prix du Conseil des arts et des lettres du Québec (CALQ), catégorie artiste de l'année au Centre-du-Québec, lors du GalArt 2019 organisé par Culture Centre-du-Québec[8]